# Resende (freguesia)
Resende is een plaats (freguesia) in de Portugese gemeente Resende en telt 2873 inwoners (2001).